# Nicolae Cocea
Nicolae Dumitru Cocea (* 29. November 1880 in Bârlad; † 1. Februar 1949 in Bukarest) war ein rumänischer Schriftsteller. Er war der Vater der Schauspielerin Dina Cocea.

## Werk
1931 ist seine Novelle Der Wein des langen Lebens erschienen.